# Krzysztof Kaczanowski
Krzysztof Łukasz Kaczanowski (ur. 21 stycznia 1938 w Warszawie, zm. 4 czerwca 2016 w Krakowie) – polski naukowiec, antropolog, profesor UJ. Był zawodowo związany z Uniwersytetem Jagiellońskim. Autor wielu publikacji i haseł encyklopedycznych. Zreformował studia na kierunku antropologia. Prowadził badania antropologiczne mieszkańców Spisza i in. Badał szczątki kostne cmentarzy przy kościołach krakowskich.

## Życiorys
Krzysztof Łukasz Kaczanowski urodził się w Warszawie 21 stycznia 1938 roku. Studiował biologię  (specjalizacja antropologia) na Wydziale Biologii i Nauk o Ziemi Uniwersytetu Jagiellońskiego.
Ukończył je w roku 1961 w  Katedrze Antropologii.  Całe swoje życie zawodowe związał z Uniwersytetem Jagiellońskim, gdzie uzyskał wszystkie stopnie i tytuły naukowe. Doktorat uzyskał w roku 1970,  habilitował się w 1977 r. Tytuł profesora nadzwyczajnego w roku 1991, a stanowisko profesora zwyczajnego w roku 2000. Od 2 lutego 1962 roku zatrudniony był w Katedrze Antropologii, a po reorganizacji i zmianie nazwy w Zakładzie Antropologii UJ (do emerytury). W 1982 roku został powołany na kierownika tego Zakładu. Pełnił też wiele innych funkcji: sekretarz naukowy (1978–81), wicedyrektor (1981–87) Instytutu Zoologii UJ, Kierownik Pracowni Ekspertyz Sądowych (sprawy o dochodzenie ojcostwa),oraz Pełnomocnik Rektora ds. Studiów Otwartych w UJ (1985–93). Zreformował studia  magisterskie na kierunku antropologia.
W latach 1992–2001 pracował także w Akademii Wychowania Fizycznego (w Katowicach) na stanowisku kierownika Zakładu Anatomii i Antropologii. Poza stanowiskami pracownika naukowo-dydaktycznego UJ pełnił liczne funkcje doradcze i konsultacyjne jako członek:  Rady Wydziału Nauk Humanistycznych i Przyrodniczych w Preszowie, Zarządu Głównego Polskiego Towarzystwa Antropologicznego, Komitetu Antropologii PAN, Komisji Archeologicznej w Oddziale Krakowskim. W latach 1970–1982 pełnił funkcję przewodniczącego krakowskiego oddziału Polskiego Towarzystwa Antropologicznego.
Był inicjatorem reaktywowania w roku 2011 Komisji Antropologicznej PAU, działającej wcześniej w latach 1973-1979, i przez 5 lat jej przewodniczył.
W roku 2007 został wybrany na członka honorowego Polskiego Towarzystwa Antropologicznego.
Przeszedł na emeryturę 30 września 2008 roku. Ponieważ badania antropologiczne na polskim Spiszu (które inspirował, kierował ich przebiegiem i aktywnie w nich uczestniczył) były dla niego szczególnie ważne – opisał zebrane materiały w naukowej publikacji (2015r.).  Profesor zmarł 4 czerwca 2016 roku, spoczywa na cmentarzu Salwatorskim w Krakowie.

## Praca naukowa i dydaktyczna
Specjalnością prof. Kaczanowskiego (według Ośrodka Przetwarzania Informacji NAUKA POLSKA) były: antropologia historyczna, antropologia ontogenetyczna, genetyka człowieka. Swoje naukowe poglądy, zainteresowania i podejście do problemów antropologii prof. K. Kaczanowski przedstawił w sfilmowanym wywiadzie pt. Śladami antropologii.
Prace naukowe profesora Kaczanowskiego dotyczyły  struktury antropologicznej historycznych populacji Krakowa, terenów Polski południowej. Szczególne znaczenie miały dla niego badania terenowe (antropometryczne oraz wykopaliska). Interesował się i badał ciałopalne oraz szkieletowe  pochówki. Badania dotyczyły epoki brązu i innych materiałów aż do XVII wieku. Zwracał uwagę na paleopatologię  i strukturę antropologiczną oraz ontogenezę z uwzględnieniem czynników środowiskowych. Uczestniczył w pracach wykopaliskowych na Wawelu – szczątków kostnych Kazimierza Jagiellończyka oraz Elżbiety Rakuszanki.  Badał też cmentarze kościołach krakowskich św. Marka  i św. Mikołaja oraz na Rynku krakowskim (cmentarzysko przedlokacyjne).  Uczestniczył w badaniach archeologicznych (jako antropolog) na stanowiskach w Polsce południowej.
Zajmował się problematyką  ontogenezy (z uwzględnieniem oddziaływania środowiska społecznego). Uczestniczył w badaniach dzieci, młodzieży i osób dorosłych z Żywca i Żywiecczyzny. Był inicjatorem i organizatorem badań dzieci i młodzieży w okolicach Huty Katowice. Prowadził także badania nad konstytucją chorych na białaczki. Badania antropologiczne na polskim Spiszu były dla niego szczególnie ważne.
Jest autorem haseł z zakresu antropologii w Wielkiej Encyklopedii PWN (2001–05) oraz w Encyklopedii Biologicznej (wyd. „Opres” 1998–2000).
Profesor Kaczanowski prowadził wykłady z zakresu antropologii na Wydziale Biologii i Nauk o Ziemi UJ, Wydziale Filozoficzno-Historycznym UJ, Akademii Medycznej(później w Collegium Medicum UJ), na Wydziale Zarządzania i Komunikacji Społecznej UJ (z antropologii ogólnej, biomedycznych podstaw rozwoju, metodyki badań terenowych i inne specjalistyczne wykłady monograficzne). Także na Międzywydziałowym Studium Doktoranckim (innych np. Uniwersytecie Trzeciego Wieku UJ). Wykłady specjalistyczne:Metodyka badań archeologiczno-antropologicznych, Genetyka człowieka.
Opiekował się praktykami studenckimi, był opiekunem  prac dyplomowych (magisterskich) z zakresu antropologii, promotorem 15 doktoratów, wypromował 5 habilitantów.  Recenzował  przewody habilitacyjne oraz wnioski o nadanie tytułów profesora.
Zreformował studia kierunkowe (antropologia) – ustalił kanon podstawowych przedmiotów, których zaliczenie było wymagane do uzyskania stopnia magistra w Zakładzie Antropologii. Wprowadził – jako zalecane, a przy niektórych tematach prac dyplomowych jako wymagane – wykłady z etnografii i archeologii.

## Odznaczenia i uhonorowania
- Złoty Krzyż Zasługi
- Medal Komisji Edukacji Narodowej
- Przyznana przez Rektora UJ (w r. akad. 2008/2009) Nagroda "Pro Arte Docendi"[11]
- Odznaka „Honoris Gratia” przyznana przez Prezydenta Miasta Krakowa
- Złota Odznaka „Za Pracę Społeczną dla Miasta Krakowa”

## Publikacje
- Dziedziczenie podpalcowej linii D na dłoni człowieka, „Zeszyty Naukowe UJ”, nr 58, 1962, s. 5-29
- Badania antropologiczne we wsi Jurgów na Spiszu, „Zeszyty Naukowe UJ”, „Prace Etnograficzne”, nr 105,2, 1965, s. 23-32
- Czaszki z cmentarzy przy kościele Mariackim w Krakowie (XV-XVIII w.), Materiały i Prace Antropologiczne”, nr 71, 1965, s. 57-112
- Einige Aspekte der Zusammenarbeit zwischen Anthropologie und Archäologie, „Acta Archeologica Carpathica”, nr 13, 1972, s. 131-135
- Zmienność ontogenetyczna i dymorfizm płciowy niektórych elementów ludzkiego ucha zewnętrznego, „Zeszyty Naukowe UJ”, „Prace Zoologiczne”, nr 19, 1973, s. 33-60
- Charakterystyka antropologiczna mieszkańców wsi Jurgów na Spiszu, „Zeszyty Naukowe UJ”, „Prace Zoologiczne”, nr 22, s. 7-78, 1976
- Monografia antropologiczna wczesnośredniowiecznego cmentarzyska w Krakowie-Zakrzówku, „Materiały Archeologiczne, nr 17, 1977, s. 171-193
- Antropologiczne badania na Polskim Spiszu, w: Biały Z. (red.), Polski Spisz. Jedność kultury ludowej i jej historyczne uwarunkowania. Środowisko naturalne – warunki gospodarowania. Antropologia Gwary, Zeszyty Naukowe UJ, Prace Etnograficzne, 22, Studia Spiskie 1. Kraków 1987
- Cmentarzysko ciałopalne kultury łużyckiej w Kietrzu, woj. opolskie, od II okresu epoki brązu do okresu halsztackiego, „Monografie i Opracowania SGH”, nr 24, 1992, s. 113-177
- Dorośli mieszkańcy Pilzna-opis antropologiczny, Zeszyty Naukowe UJ, Prace Zoologiczne 41, 1995, s. 111-114

Współautor, redakcja
- J. Aleksandrowicz, S. Brożek, K. Kaczanowski, H. Gizowa, A. Kępiński, Psychosoziologische und anthropologische Untersuchungen an Leukämiekranken, „Zeitschrift für Psycho-Somatische Medizin”, nr 9, 1963, s. 256-261
- J. Aleksandrowicz, S. Brożek, K. Kaczanowski, B. Piaskowski, Antropometria chorych na białaczki, „Polski Tygodnik Lekarski”, nr 19, 43, 1964, s.1 636-1638
- E. Gleń, K. Kaczanowski,P. Sikora, Wstępne opracowanie anatomiczno-antropologiczne szczątków kostnych Kazimierza Jagiellończyka, „Studia do Dziejów Wawelu”, nr 4, 1978, s. 488-491
- E. Gleń, K. Kaczanowski,P. Sikora, Wstępne opracowanie anatomiczno-antropologiczne szczątków kostnych Elżbiety Rakuszanki, „Studia do Dziejów Wawelu”, nr 4, 1978, s. 491-494
- E.Gleń, K.Kaczanowski. Wiek wystąpienia I menstruacji u dziewcząt i kobiet z Bukowna i Strzemieszyc w nawiązaniu do warunków socjalnych.  „Zeszyty Naukowe UJ”, „Prace Zoologiczne” nr 26, 1980, s.7-15
- E.Gleń, K. Kaczanowski, Human remains, w: J.P. Kozłowski (red.), Excavation in the Bacho Kiro Cave (Bulgaria) Final Report, Warszawa 1982
- K. Kaczanowski. Szkielety ludzkie z cmentarzyska z wczesnego okresu epoki brązu na Górze Klin w Iwanowicach. [w] A.Machnik, J.Machnik, K.Kaczanowski (red.) Osada i cmentarzysko wczesnego okresu epoki brązu na Górze Klin w Iwanowicach. Wrocław 1987
- K. Kaczanowski, J. Schmagier, K. Szostek, E. Gleń-Haduch, H. Głąb, A. Kosydarski, B. Mayer, D. Mrówka, E. Niedźwiecka. Badania antropometryczne dzieci młodzieży z Pilzna i Żywca, „Zeszyty Naukowe UJ”, „Prace Zoologiczne”nr 41, 1995, s. 13-51
- K. Kaczanowski,H.Głąb,K.Szostek. Influence of Crematory Processes onTrace Element in Human Teeth, "Variability and Evolution", nr 5, 1996, s. 95-100
- K. Kaczanowski, H. Głąb, E. Wiśniewska, Analiza antropologiczna szczątków ludzkich z kościoła św.Marka w Krakowie, w: Z.Kliś (red.), Studia z dziejów kościoła św. Marka w Krakowie, Kraków 2001
- K. Kaczanowski, A. Kosydarski, H.Głąb, D. Niemiec, Parafianie św. Mikołaja w Krakowie w świetle badań historycznych i archeologicznych od XII do XVII wieku, w: Z.Kliś (red.), Studia z dziejów kościoła św. Mikołaja w Krakowie, Kraków 2002
- K. Kaczanowski (red.) H. Głąb, E. Haduch, K. Kaczanowski, B. Mayer, E. Niedźwiecka, J. Schmagier, A. Szczepanek, K. Szostek, I. Wronka, DZIECKO ŻYWIECKIE, Kraków 205, ISBN 83-86219-43-2
- K. Kaczanowski, A. Kosydarski, E. Niedźwiecka, Results of 1998-2004 Anthropological Studies at an Ancient Burial Site at Koshary (Ukraine), w: E.Papuci-Władyka (red.) Pontika 2006. Recent Research in Northern Black Sea Coast Greek Colonies, Kraków 2008
- Krzysztof Kaczanowski, Skład rasowy wsi spiskich i regionów Spiszu w: Kaczanowski K. (red.), Stulecie Zakładu Antropologii UJ 1908-2008, Księga Jubileuszowa, Kraków 2008
- Krzysztof Kaczanowski, Z historii Zakładu Antropologii UJ. Spisz – moja bardzo prywatna historia badań, w: Kaczanowski K. (red.), Stulecie Zakadu Antropologii UJ 1908-2008, Księga Jubileuszowa, Kraków 2008

Ostatnie publikacje
- Krzysztof Kaczanowski, Ocena badań antropologicznych, medycznych i psychologicznych prowadzonych przez IDO na Podhalu, Łemkowszczyźnie i innych terenach Polski, w: Maj M. (red.), Antropologia i etnologia w czasie wojny. Działalność Sektion Rassen-Und Volkstumsforschung Institut für Deutsche Ostarbeit, Krakau 1940-1944, w świetle materiałów źródłowych. Kraków 2015, ISBN 978-83-233-3879-6
- Krzysztof Kaczanowski, LUDNOŚĆ POLSKIEGO SPISZU W ŚWIETLE BADAŃ ANTROPOLOGICZNYCH, Kraków 2015. ISBN 978-83-936763-8-5